# メディア開発庁
メディア開発庁（媒体发展管理局, Media Development Authority）は、シンガポールの法定機関であった。MDAと略される。主にメディアに関する事業を行っていた。本部はフュージョノポリスにあり、情報通信省の所管組織。
2003年1月1日にSingapore Broadcasting AuthorityとFilms and Publications DepartmentおよびSingapore Film Commissionの合併で設立された。政治・宗教などの話題についてインターネット上のネット検閲を行うことでも知られる。
2016年10月、メディア開発庁と情報通信開発庁が「情報通信メディア開発庁」に再編。メディア開発庁は廃止となった。